# Cimitero

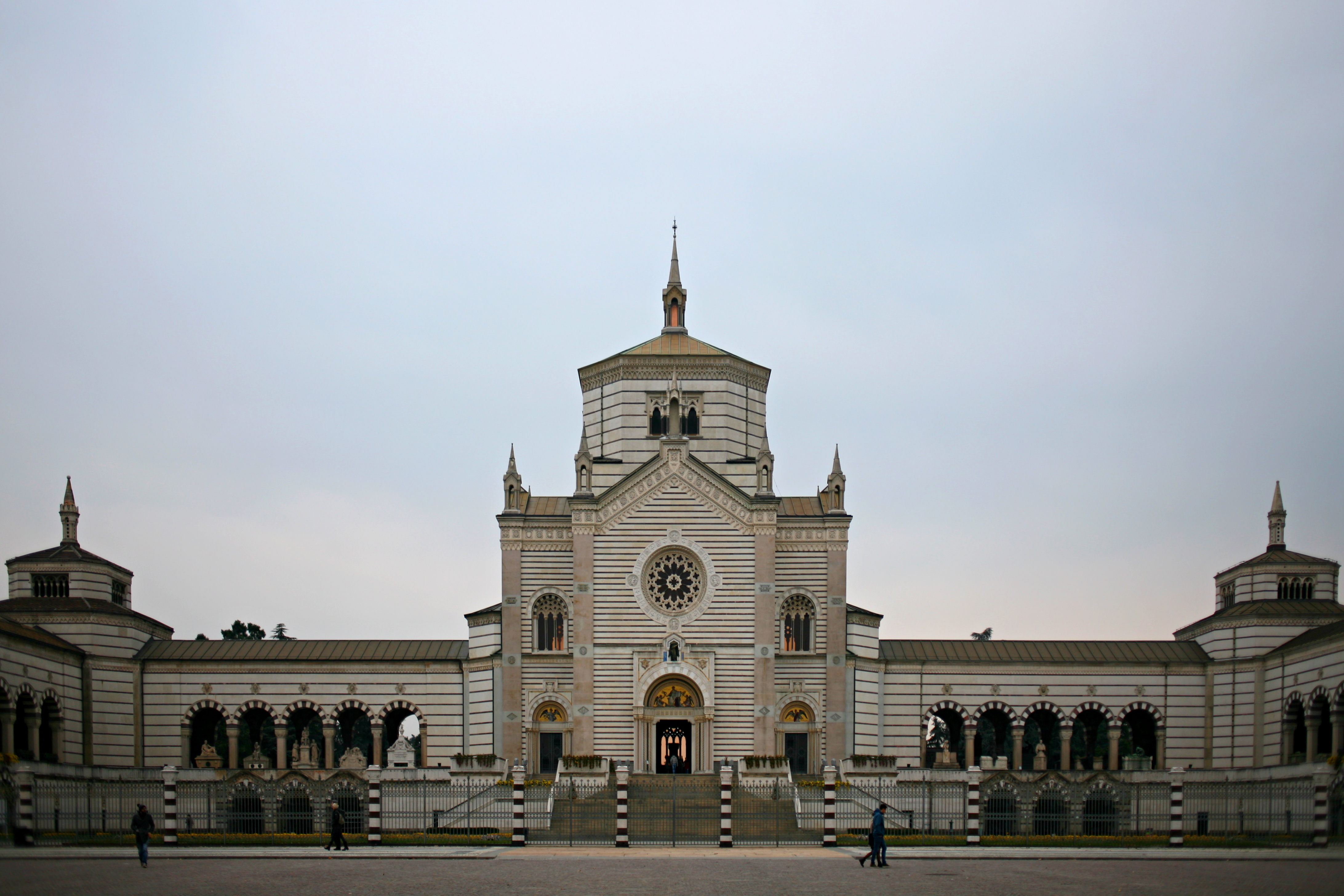
Ingresso del Cimitero monumentale di Milano

Il cimitero monumentale Vantiniano di Brescia

Un cimitero è un'area, solitamente delimitata, nella quale sono deposti i corpi (o le ceneri) dei defunti.

## Etimologia
La parola "cimitero" deriva dal greco κοιμητήριον (koimētḕrion, "luogo di riposo": il verbo κοιμᾶν (koimân) significa "fare addormentare". Dal lat. tardo coemeterium, dal gr. koimētḗrion 'dormitorio, cimitero', der. di koimáō 'metto a giacere' •prima del 1313.

## Storia

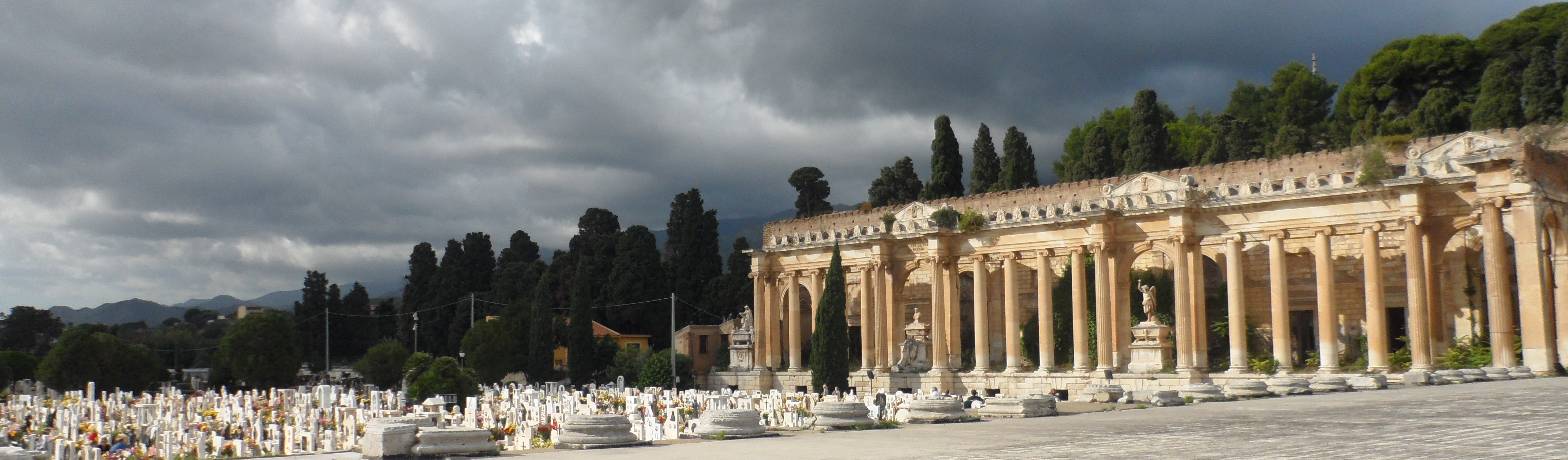
Il famedio di Messina: qui sono sepolti personaggi illustri del panorama italiano otto-novecentesco

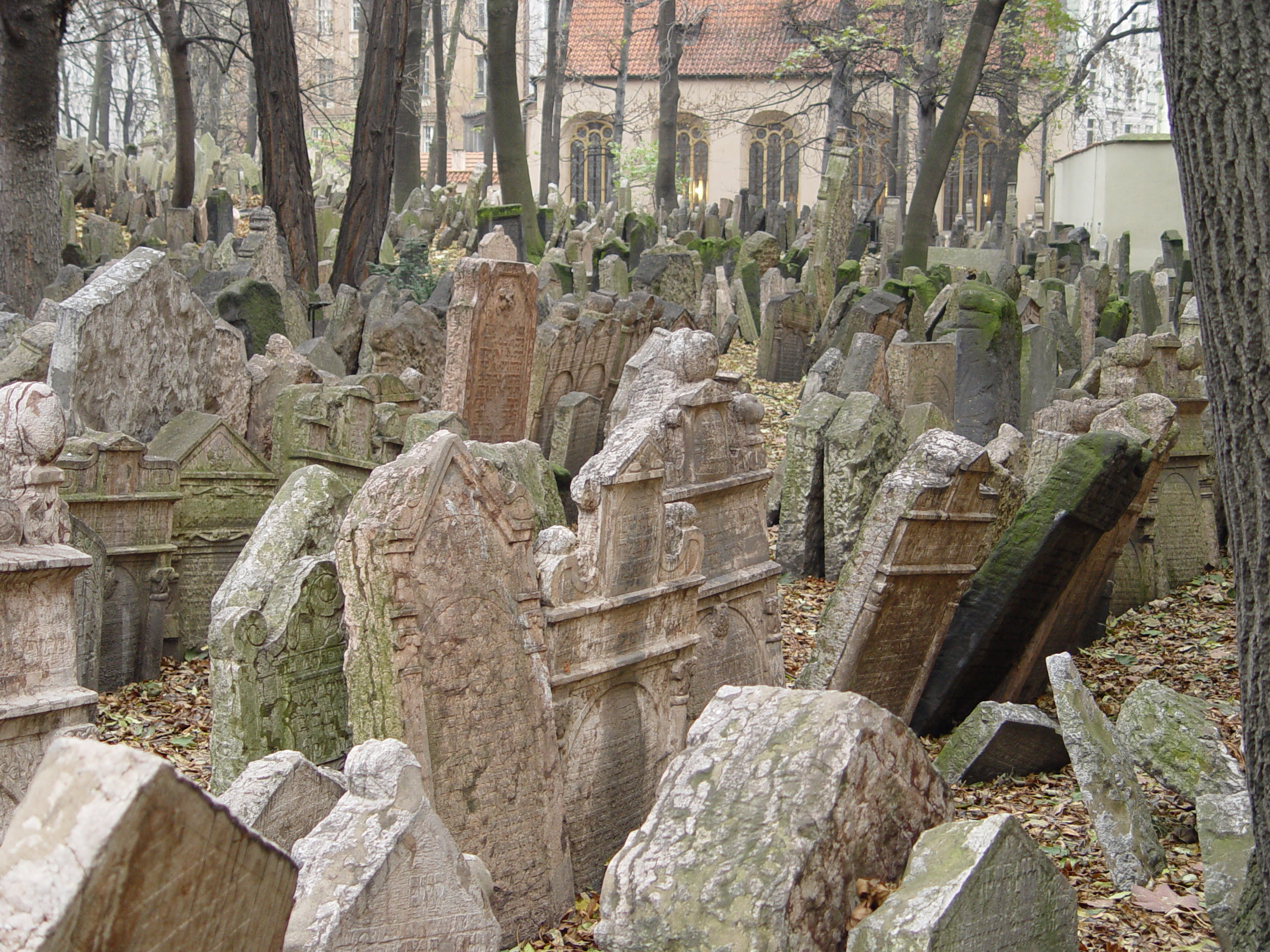
Cimitero ebraico a Praga

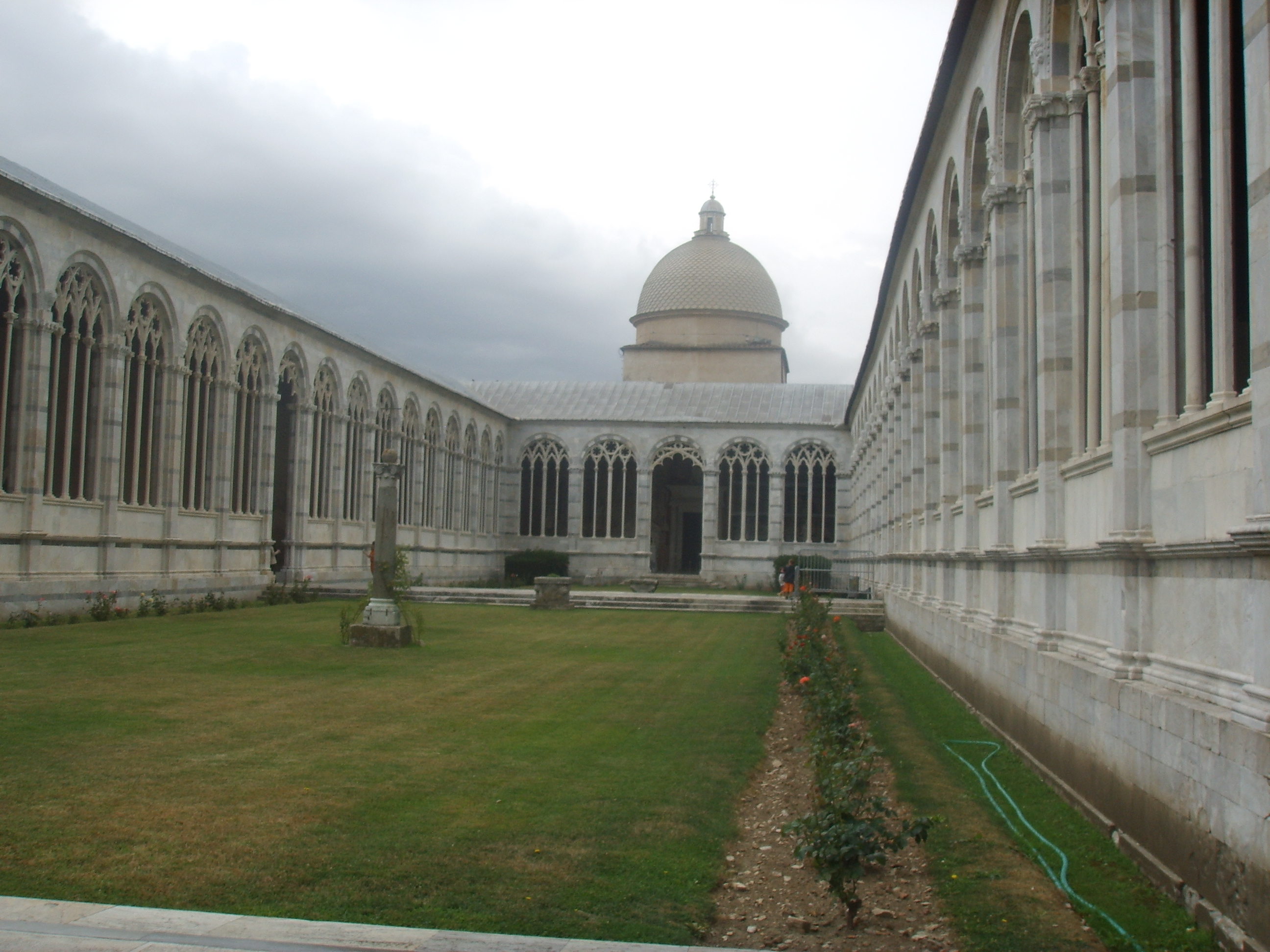
Il Camposanto monumentale di Pisa

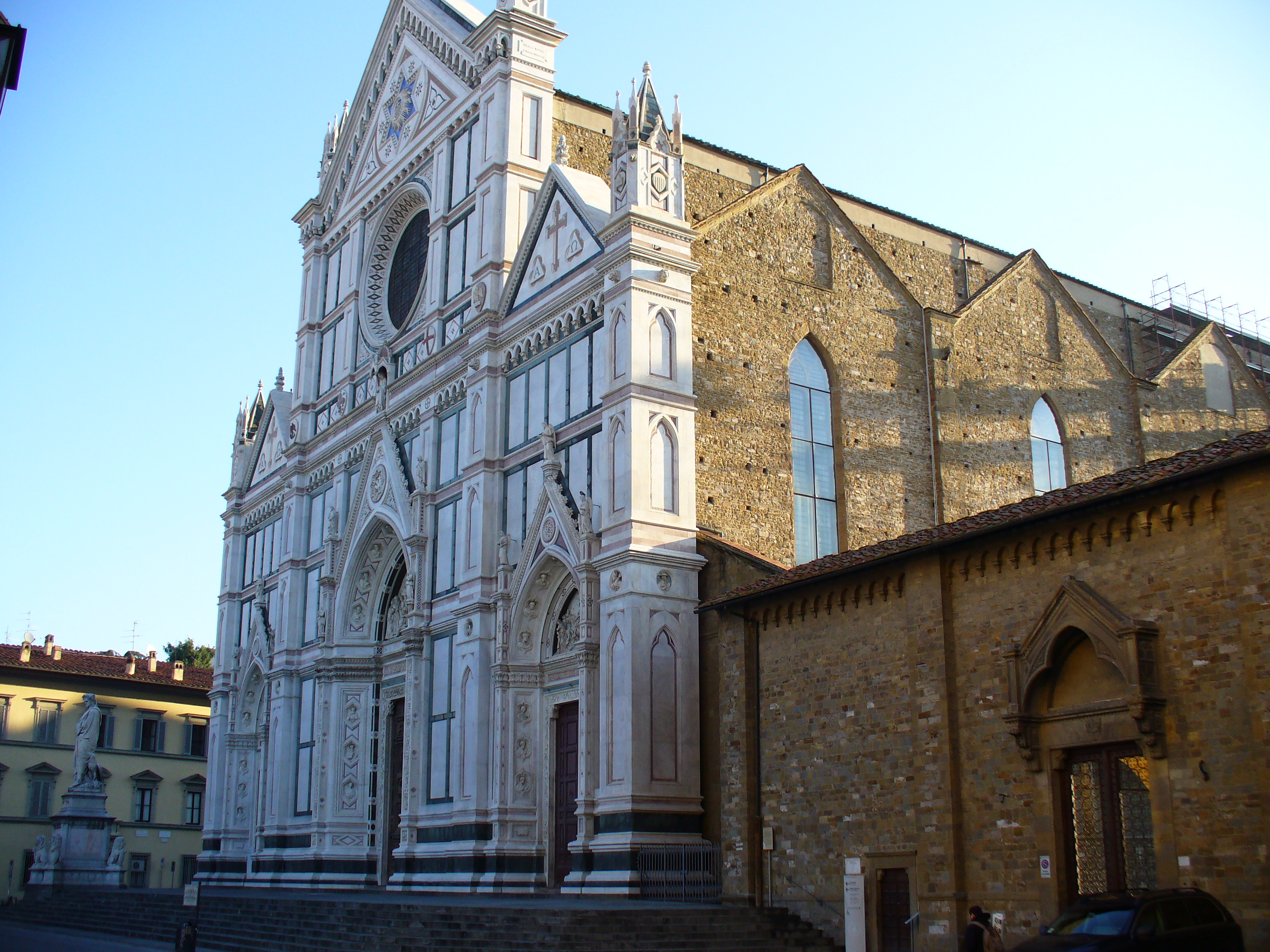
La Basilica di Santa Croce a Firenze, dove sono sepolti numerosi grandi personaggi della storia italiana

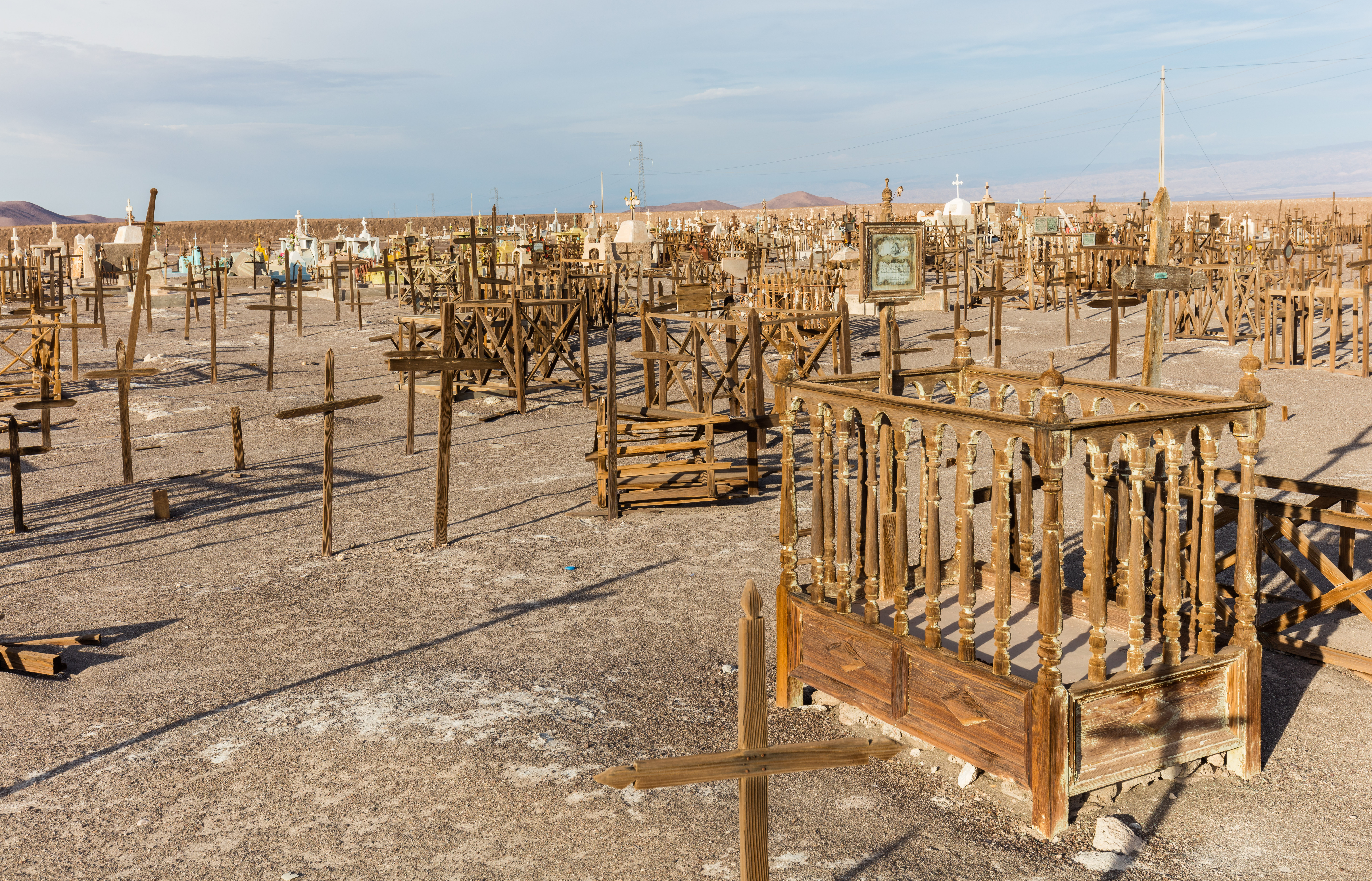
Cimitero di Rica Aventura, antico sito di estrazione di salnitro, Cile

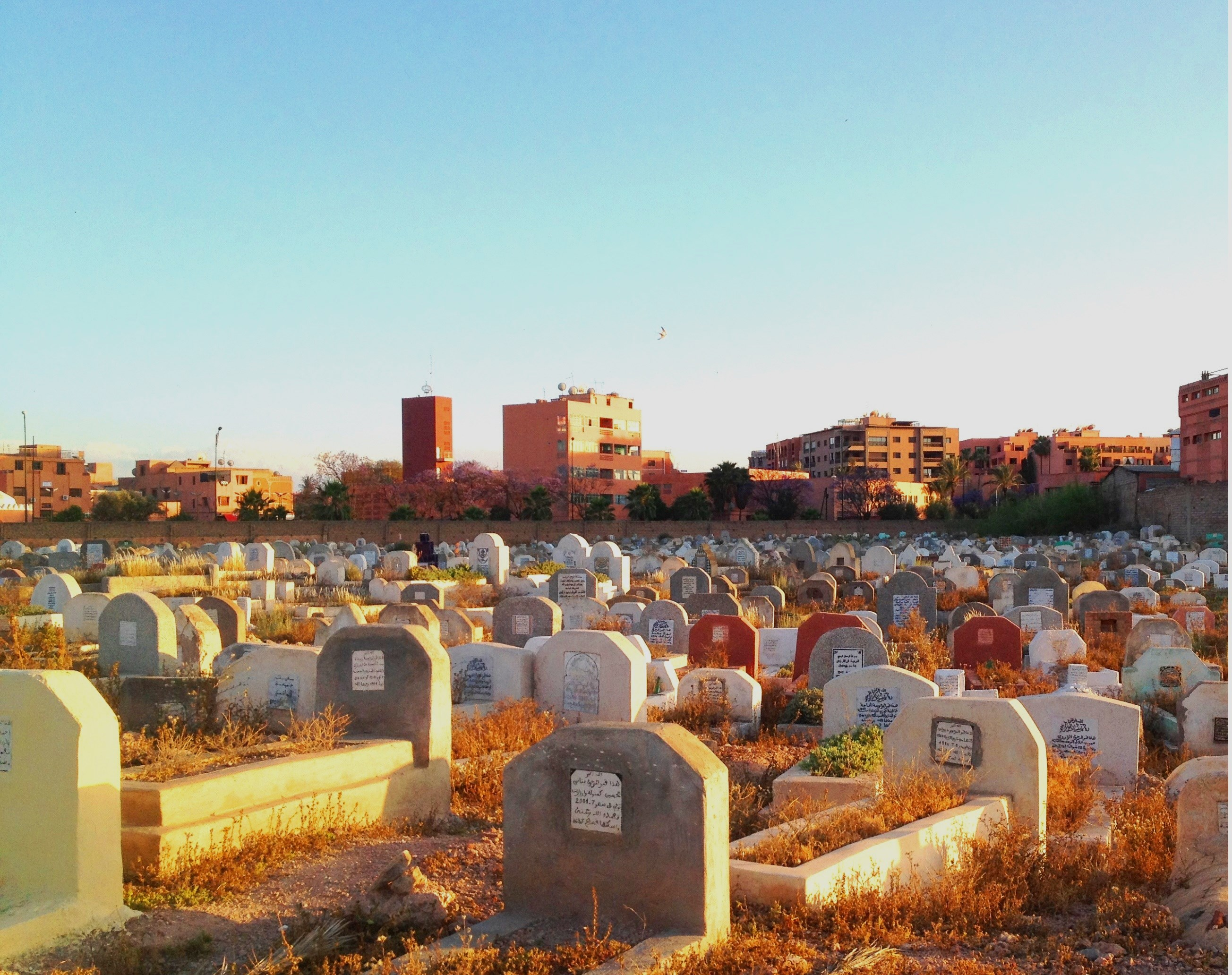
Cimitero musulmano al tramonto a Marrakech, Marocco

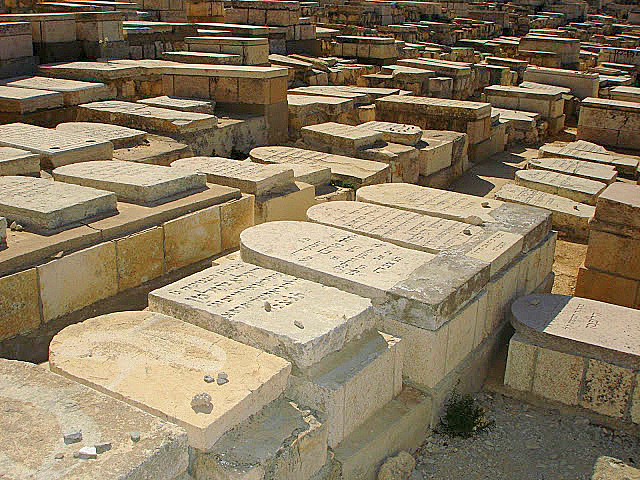
Cimitero ebraico, Gerusalemme

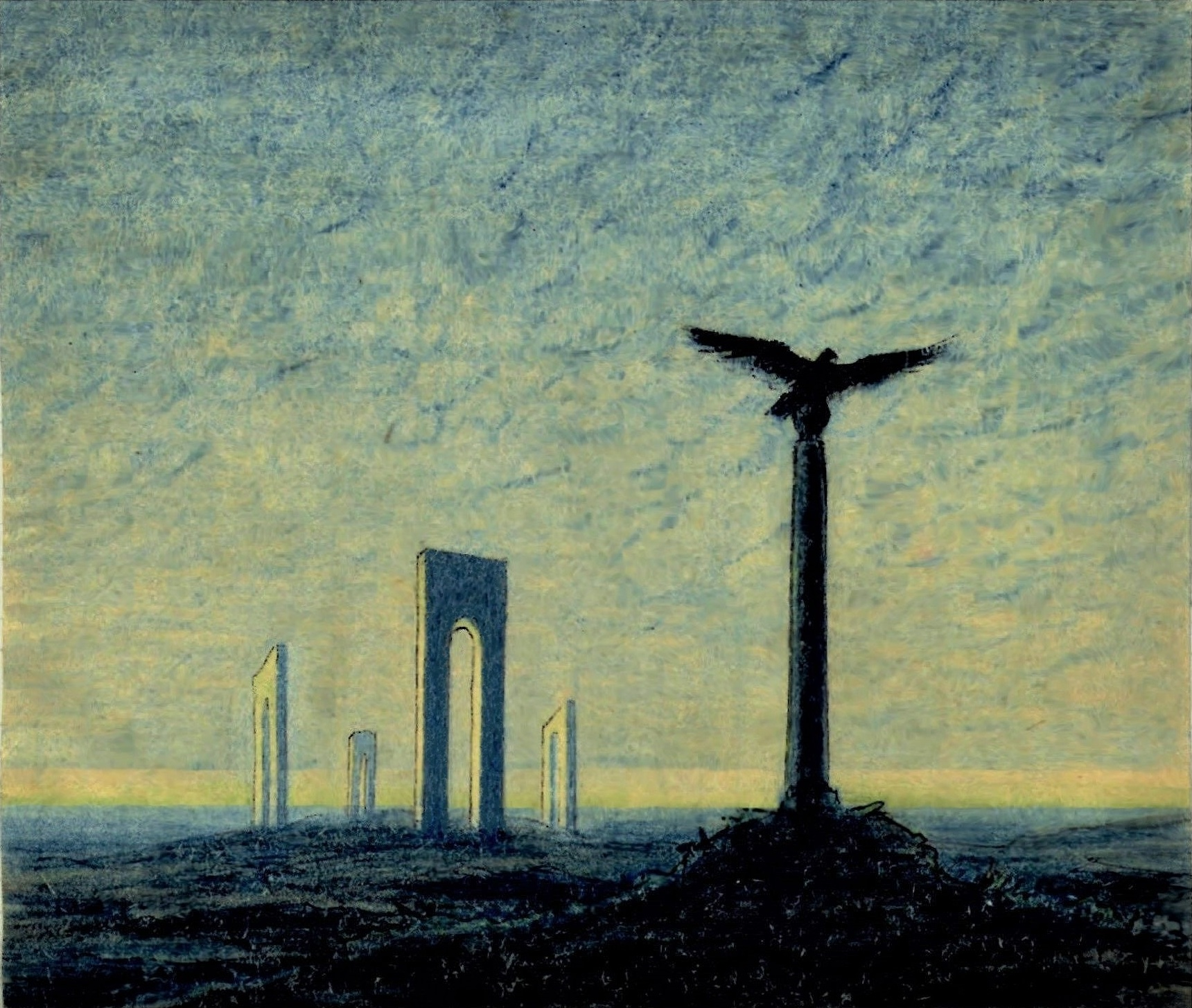
Guardia ai confini, progetto di cimitero di guerra, 1941, di Arnaldo Dell'Ira (1903-1943).

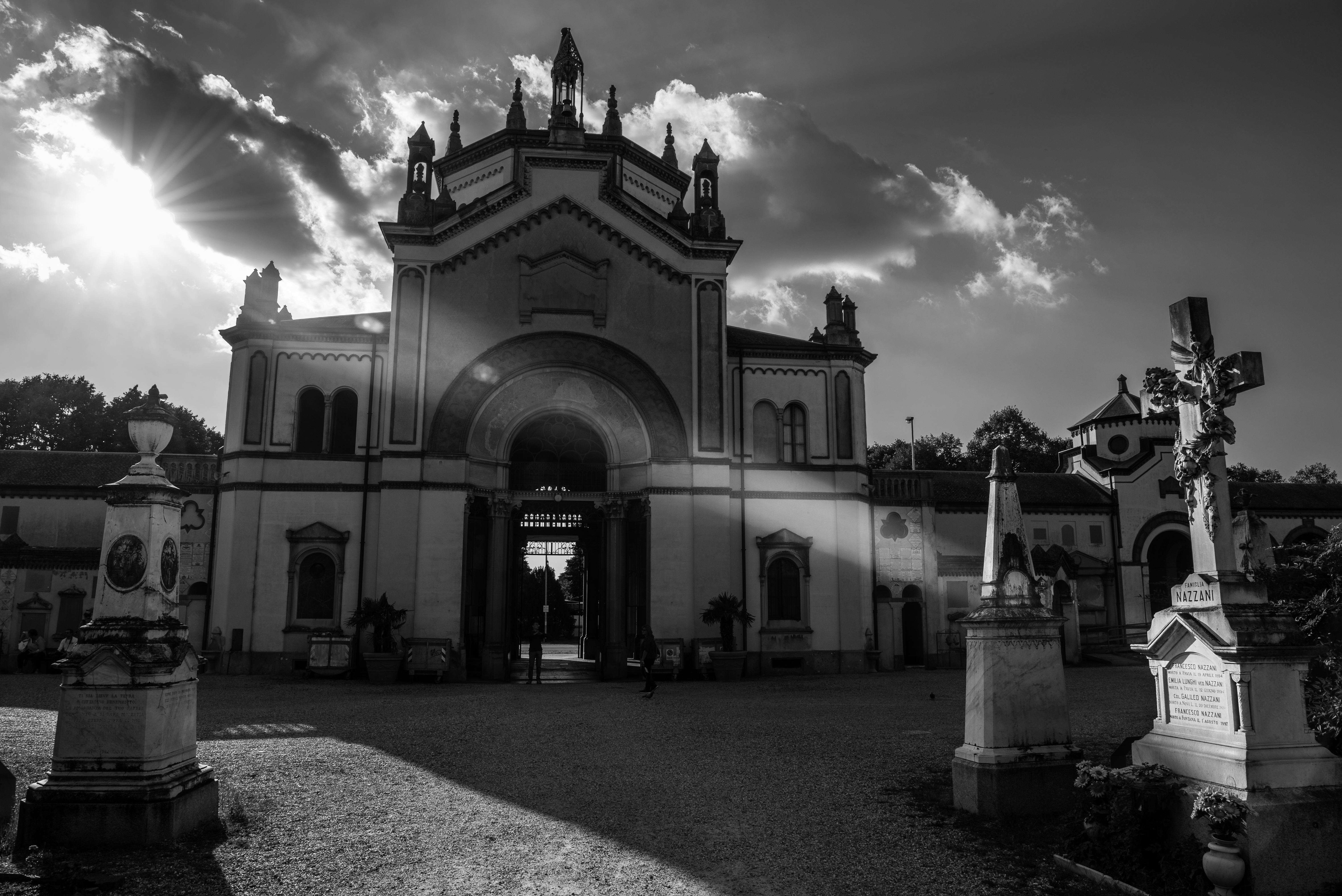
Il Cimitero Monumentale di Pavia

A eccezione del Cimitero di Sant'Orsola a Palermo, progettato come complesso a sé stante e che rappresenta il primo cimitero aperto a tutte le classi sociali in Europa, fino all'epoca della Rivoluzione francese la grande maggioranza dei morti era seppellita in fosse comuni, ed esistevano luoghi esterni al perimetro cittadino in cui inserire i morti singolarmente e consentendo la personalizzazione del luogo di sepoltura sia per motivi affettivi, sia per motivi igienici, anche se fin dai tempi dei primi cristiani si diffuse l'idea di dedicare uno spazio ai morti, dapprima nelle catacombe e successivamente sotto il pavimento delle chiese, e dal Medioevo attorno alle strutture religiose stesse. Questi cimiteri esterni dei cristiani sono tuttora designati con il termine "camposanto", in ragione del fatto che prima di essere posti in uso venivano e vengono benedetti.
Nella storia dell'umanità le prime sepolture preistoriche risalgono all'Homo neanderthalensis, nel tardo paleolitico. In archeologia i luoghi di sepoltura presso le antiche civiltà si chiamano necropoli che, dal greco antico, significa "città dei morti".
Nel Regno di Sicilia, a Palermo, fu edificato il primo cimitero pubblico moderno le cui caratteristiche si riscontrano successivamente con l'Editto di Saint Cloud del 1804 di Napoleone Bonaparte; successivamente esteso all'Italia nel 1806, prescrisse di seppellire i cadaveri in cimiteri lontani dall'abitato (per motivi igienico-sanitari) e di ornare tutte le tombe con lo stesso tipo di lapide, in omaggio agli ideali egualitari della Rivoluzione francese.
Nei cimiteri si possono trovare sia il famedio, sia il cenotafio. Il primo è un tempietto riservato alla sepoltura di personaggi illustri di una città e il secondo è un monumento funebre vuoto, innalzato per un personaggio illustre sepolto altrove o i cui resti andarono dispersi. Esistono poi i grandi cimiteri militari o sacrari; notevoli soprattutto quelli relativi alla prima guerra mondiale e alla seconda guerra mondiale. In varie città si trovano cimiteri monumentali con tombe di personaggi famosi, mentre alcune grandi chiese contengono vaste sepolture di regnanti e personaggi storici di una nazione.
I cimiteri ebraici presentano lapidi coperte da lunghi testi in ebraico. Sulle tombe sono spesso scolpite figure che indicano i cognomi e le professioni; ad esempio l'arpa per i liutai, le forbici per i sarti, le mani in preghiera o benedicenti per i rabbini, le pigne come simbolo di immortalità, l'uva come simbolo di saggezza. Nei cimiteri ebraici non ci sono fiori ma, sulle tombe, vengono lasciati piccole pietre e / o foglietti come voto o omaggio.
I cimiteri musulmani sono riservati rigorosamente a fedeli islamici. Il defunto viene coricato con cura su un fianco con il capo rivolto verso La Mecca, città santa. Nell'Islam è vietato cremare i morti o seppellirli sopra la terra. Viene rifiutata la costruzione e l'ostentazione di lapidi molto elaborate; inoltre non si mettono foto e fiori vicino al corpo del defunto.

## Letteratura
La tomba ed i cimiteri divennero oggetto di una tendenza letteraria, prima in Inghilterra, poi nel resto dell'Europa, nel XVIII secolo, nell'ambito del Preromanticismo. Thomas Parnell e i poeti Edward Young e Thomas Gray avevano composto opere di gusto "notturno" e "sepolcrale", in Italia conosciuto in particolare grazie a Melchiorre Cesarotti, che nel 1763 tradusse i Canti di Ossian di James Macpherson (scuola cimiteriale). In questo clima videro la luce I Cimiteri del poeta Ippolito Pindemonte, in cui l'autore condannava l'ispirazione atea dell'editto di Saint Cloud, criticato nel 1806 anche dal poeta Ugo Foscolo nel carme Dei Sepolcri: "Pur nuova legge impone oggi i sepolcri / fuor de' guardi pietosi, e il nome a' morti / contende" (vv. 51-53). Le tombe sono viste dal Foscolo come luoghi di legami affettivi tra vivi e morti e come testimonianza di valori storico-civili: amor di patria, gloria, eroismo. 
Del 1916 è la pubblicazione della celebre Antologia di Spoon River (Spoon River Anthology), del poeta statunitense Edgar Lee Masters. In quest'opera le poesie sono scritte sotto forma di epitaffio.
William Shakespeare ambienta alcune scene della tragedia Amleto (atto V) in un macabro cimitero. Ed Umberto Eco scrisse il romanzo Il cimitero di Praga.

## Aspetto rituale
Nella maggior parte delle religioni occidentali i riti funebri prevedono il loro completamento presso il cimitero, con il pio ufficio della sepoltura. Il tipo di cerimonia varia a seconda delle abitudini culturali e delle credenze religiose.
L'antropologia odierna e molti storici concordano nel fissare l'inizio della civilizzazione e delle manifestazioni culturali e religiose dell'homo sapiens proprio al momento in cui questo comincia a seppellire i morti della propria specie; per contro, alcuni studiosi ricordano che, per dirla con Michel Ragon, «se non ci fossero state sepolture e culto delle ossa, oggi ignoreremmo l'esistenza del sinantropo, come del neanderthaliano».

## Cimiteri particolari
A Napoli il Cimitero delle Fontanelle, costruito fra gallerie di tufo, è noto per l'antico rito delle "anime pezzentelle".
Nella Francia nordoccidentale si trovano gli storici complessi parrocchiali della Bretagna che sorgono attorno a cimiteri.
In Perù il cimitero San Pedro nel villaggio di Ninanaca è particolare in quanto al posto delle tradizionali lapidi e pietre tombali ci sono coloratissimi edifici in miniatura. Alti da uno a due metri, sono stati realizzati nei più disparati stili architettonici: le architetture civili e religiose di tutto il mondo (dallo stile coloniale al moresco, dal neoclassico al bizantino) hanno ispirato le tombe di questo originale cimitero.
Nel nord della Romania a Săpânța c'è il pittoresco e gioioso Cimitirul Vesel con centinaia di tombe colorate e dipinte con vari soggetti, una sorta di museo etnografico all'aperto. 
In Florida si trova il primo cimitero subacqueo del mondo, inaugurato nel 2007: è il Neptune Memorial Reef . Si trova invece in Alaska il pittoresco cimitero della chiesa ortodossa St. Nikolas di Eklutna ove si fondono tradizioni ortodosse russe e tradizioni dei nativi popoli amerindi. Qui vige l'usanza di lasciare, per un certo tempo, una coperta sulla tomba del defunto.

## Riferimenti normativi
- Regio Decreto 27 luglio 1934, n. 1265 (Testo unico delle leggi sanitarie)
- DPR 10 agosto 1990, n. 285 (Nuovo Regolamento di Polizia mortuaria)